# L'industria dell'obbligo
L'industria dell'obbligo è il primo album di Enzo Maolucci, pubblicato dall'etichetta discografica I Dischi dello Zodiaco nel 1976.

## Tracce
1. Baradel
2. Rita Fenu
3. La mia idea
4. Omicidio e rapina
5. L'industria dell'obbligo
6. Al limite cioè